# 하타나카 타스쿠
하타나카 타스쿠(畠中祐, 1994년 8월 17일 ~ )는 일본의 남자 성우, 배우, 가수이다. 켄 프로덕션 소속.
가나가와현 출신.

## 작품

### 애니메이션
2022년
- 여름을 향한 터널, 이별의 출구 (카가 쇼헤이)

2023년
- 제물공주와 짐승의 왕 (란트벨트)
- 마보로시 (닛타)

2024년
- 킹 오브 프리즘 -드라마틱 프리즘.1- (코우가미 타이가)

2025년
- 킹 오브 프리즘 -유어 엔드리스 콜- 모두 빛나라! 프리즘 투어즈- (코우가미 타이가)